# 주뉴질랜드 대한민국 대사관
주뉴질랜드 대한민국 대사관은 1971년 7월에 뉴질랜드 웰링턴에 개설된 대한민국 외교부 소속의 대사관이다.

## 역사
대한민국은 1962년 3월 26일에 뉴질랜드와의 외교 관계를 수립했다. 1971년 6월에는 뉴질랜드 정부가 대한민국 서울에 주한 뉴질랜드 대사관을 설립했고 1971년 7월에는 대한민국 정부가 뉴질랜드 웰링턴에 주뉴질랜드 대한민국 대사관을 설립했다.

## 역대 공관장
| 대수        | 성명   | 임명        |
| ----------- | ------ | ----------- |
| 제1대 대사  | 강춘희 | 1974년 2월  |
| 제2대 대사  | 이춘성 | 1977년 7월  |
| 제3대 대사  | 함영훈 | 1981년 9월  |
| 제4대 대사  | 윤영교 | 1984년 4월  |
| 제5대 대사  | 최필립 | 1986년 4월  |
| 제6대 대사  | 서경석 | 1989년 3월  |
| 제7대 대사  | 윤영업 | 1991년 9월  |
| 제8대 대사  | 이동익 | 1994년 9월  |
| 제9대 대사  | 오윤경 | 1996년 4월  |
| 제10대 대사 | 문봉주 | 1999년 4월  |
| 제11대 대사 | 정우성 | 2001년 9월  |
| 제12대 대사 | 신정승 | 2004년 3월  |
| 제13대 대사 | 이준규 | 2006년 9월  |
| 제14대 대사 | 노광일 | 209년 4월   |
| 제15대 대사 | 박용규 | 2011년 9월  |
| 제16대 대사 | 김해용 | 2014년 12월 |
| 제17대 대사 | 여승배 | 2017년 4월  |
| 제18대 대사 | 이상진 | 2020년 6월  |
| 제19대 대사 | 김창식 | 2022년 10월 |

## 같이 보기
- 뉴질랜드-대한민국 관계
- 주한 뉴질랜드 대사관
- 대한민국의 재외공관 목록
- 뉴질랜드 주재 외국공관 목록